# Edgar Bori
Pour les articles homonymes, voir Bori.
Edgar Bori, parfois confondu avec son ancien groupe qui porte le nom Bori, est un auteur-compositeur-interprète, comédien et directeur artistique québécois. Edgar Bori est un nom de scène,  et son visage n'avait pas été connu du public avant 2009.

## Carrière
Bori gagne d'abord sa vie comme professionnel de golf et plus tard comme palefrenier. Dans ses temps libres il écrit des chansons qu'il offre à des artistes établis.
En 1991, Edgar Bori s'associe avec Yvon Bilodeau pour travailler un répertoire de chansons originales. Stéphan Côté, Pierre Potvin et Louis Gagné se joignent à eux et le groupe appelé Bori cherche à faire paraître un disque, qu'ils produiront finalement eux-mêmes. Ce premier album de 1995, Vire et valse la vie qui reçoit le prix Félix de la pochette de l'année est suivi par un premier spectacle au Théâtre Petit Champlain à Québec en octobre 1996, puis par la participation du groupe au Festival d'été de Québec de 1997 à l'issue duquel il remporte le prix Miroir Révélation.
Un second album, Edgar Bori paraît à l'automne 1997. L'été 1999 le groupe s'établit en résidence au Manoir du lac Delage et se produit avec un spectacle intitulé Dernier été avant l'an 2000. Un dernier spectacle voit le jour sous l'appellation du groupe Bori : C'est la fête au cimetière.
À partir du spectacle Le Sort de l'ombre, Edgar Bori est un artiste solo. Un nouvel album, Changer d'air, sort à l'automne 2002. L'artiste participe aux Déferlantes francophones de Capbreton en 2003. Un enregistrement live du spectacle Le Sort de l'ombre est également lancé en 2003. Un nouveau disque, Dans ce monde poutt poutt paraît en 2006.
En 2009, Edgar Bori sort Fous les canards, et à la fin de 2012 il lance Balade, le premier volet de ce qui devrait être une trilogie. Bori annonce que les opus suivants s'appelleront Salade et Malade. 
En 2017, il entreprend la tournée de son spectacle Garneau/Bori, un mélange de poésie, de musique, de chansons et de théâtre, utilisant quelques-unes de ses chansons entremêlées de textes du poète et dramaturge Michel Garneau. Il est accompagné sur scène de Jean-François Groulx à la musique. Ce spectacle est adapté au cinema : Dialogues pour un homme seul, réalisé par Jean-Pierre Gariépy et présenté en première au Festival international du film sur l'art (FIFA) en 2021.
Par ailleurs, Edgar Bori est depuis 1999 formateur et organisateur au Festival en chanson de Petite-Vallée.
En septembre 2023, il débute la tournée de son spectacle Poésinutile inspiré de son recueil du même nom,. En octobre de la même année il reçoit le prix Diane Juster au Gala de la Fondation SPACQ.

## Sur scène
Jusqu'à ce qu'il décide en 2009 de chanter à visage découvert, Edgar Bori était masqué, en ombre chinoise derrière un écran, ou représenté par une marionnette géante. Plus tard, il a adopté un chapeau à larges bords qui laissait son visage en partie dans l'ombre; à Petite-Vallée en 2002, il a chanté en duo avec Michel Rivard, un collaborateur fréquent: Rivard de face, Bori dos au public. Qui plus est, jusqu'au spectacle solo Le Sort de l'ombre donné aux FrancoFolies de Montréal en 2001, le quiproquo était entretenu volontairement sur l'existence même d'Edgar Bori: il aurait pu être une « concoction » des musiciens du groupe, dont l'un (Pierre Potvin) a une voix très proche de la sienne.

## Style
Edgar Bori est présenté comme un auteur de chansons à texte, parfois engagé socialement et politiquement. Sa voix a été décrite comme combinant le timbre de Sylvain Lelièvre et le vibrato de Serge Reggiani.

## Albums
- Vire et valse la vie (1995)
- Edgar BORI (1997)
- BORI (2000)
- Les Incontournables (compilation, 2000)
- Changer d'air (2003)
- Le sort de l'ombre [le spectacle] (2004)
- Dans ce monde poutt poutt (2006)
- Fous les canards (2009)
- Bori Balade (25 septembre 2012)
- Bori Malade (2013)
- Le petit ours gris de la Mauricie, livre-disque, La Montagne secrète (2013)
- Bori Salade (2014)
- Bori Balade Malade Salade + La Route (coffret de la trilogie) (2014)
- Mautaditement bori (2017)
- Parcelles de Poésinutiles - EP (2020)
- Lucioles de Poésinutiles - EP (2021)
- Garneau/Bori (2021)
- Poésinutiles Vol.1 (2022)
- Poésinutiles Vol.2 (2023)
- Poésinutiles, la trilogie (2023)

## Publications
- Poésinutiles, le livre d'art (2020)
- Poésinutiles, le livre en format de tous les jours (2022)

## Filmographie
- Dialogues pour un homme seul (2021)
- Testament (2023)